# Doryichthys
Doryichthys är ett släkte av fiskar som beskrevs av den tyske zoologen Johann Jakob Kaup år 1853. Det ingår i familjen kantnålsfiskar (Syngnathidae).
Kladogram enligt Catalogue of Life:
| Doryichthys | \| \| Doryichthys boaja \| \| \| \| \| \| Doryichthys contiguus \| \| \| \| \| \| Doryichthys deokhatoides \| \| \| \| \| \| Doryichthys heterosoma \| \| \| \| \| \| Doryichthys martensii \| \| \| \| |
|             | \| \| Doryichthys boaja \| \| \| \| \| \| Doryichthys contiguus \| \| \| \| \| \| Doryichthys deokhatoides \| \| \| \| \| \| Doryichthys heterosoma \| \| \| \| \| \| Doryichthys martensii \| \| \| \| |
|             | Doryichthys boaja |
|             | |
|             | Doryichthys contiguus |
|             | |
|             | Doryichthys deokhatoides |
|             | |
|             | Doryichthys heterosoma |
|             | |
|             | Doryichthys martensii |
|             | |